# Psittacula caniceps
Psittacula caniceps (còn gọi là két đầu xám hay vẹt đầu xám) là một loài chim trong họ Psittacidae.